# Huangshan (città)
Huangshan (黄山 ; pinyin: Huángshān) è una città con status di prefettura della provincia di Anhui, in Cina.

## Geografia antropica

### Suddivisioni amministrative
La prefettura di Huangshan è a sua volta divisa in 3 distretti e 4 contee.
- Distretto di Tunxi (屯溪区)
- Distretto di Huangshan (黄山区)
- Distretto di Huizhou (徽州区)
- Contea di She (歙县)
- Contea di Xiuning (休宁县)
- Contea di Yi (黟县)
- Contea di Qimen (祁门县)